# Nalle ritar och berättar

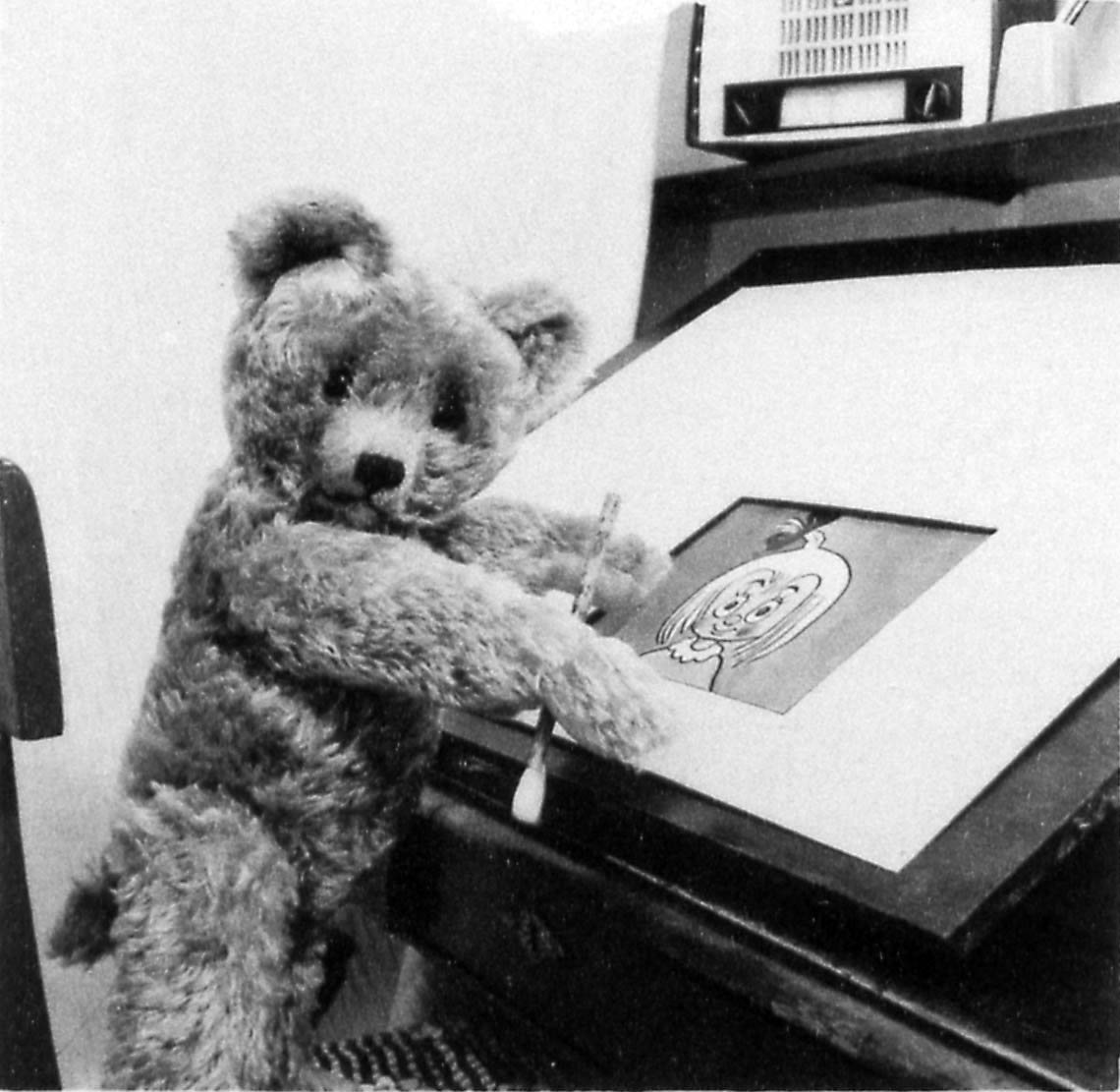
Den bildberättande huvudfiguren Nalle.

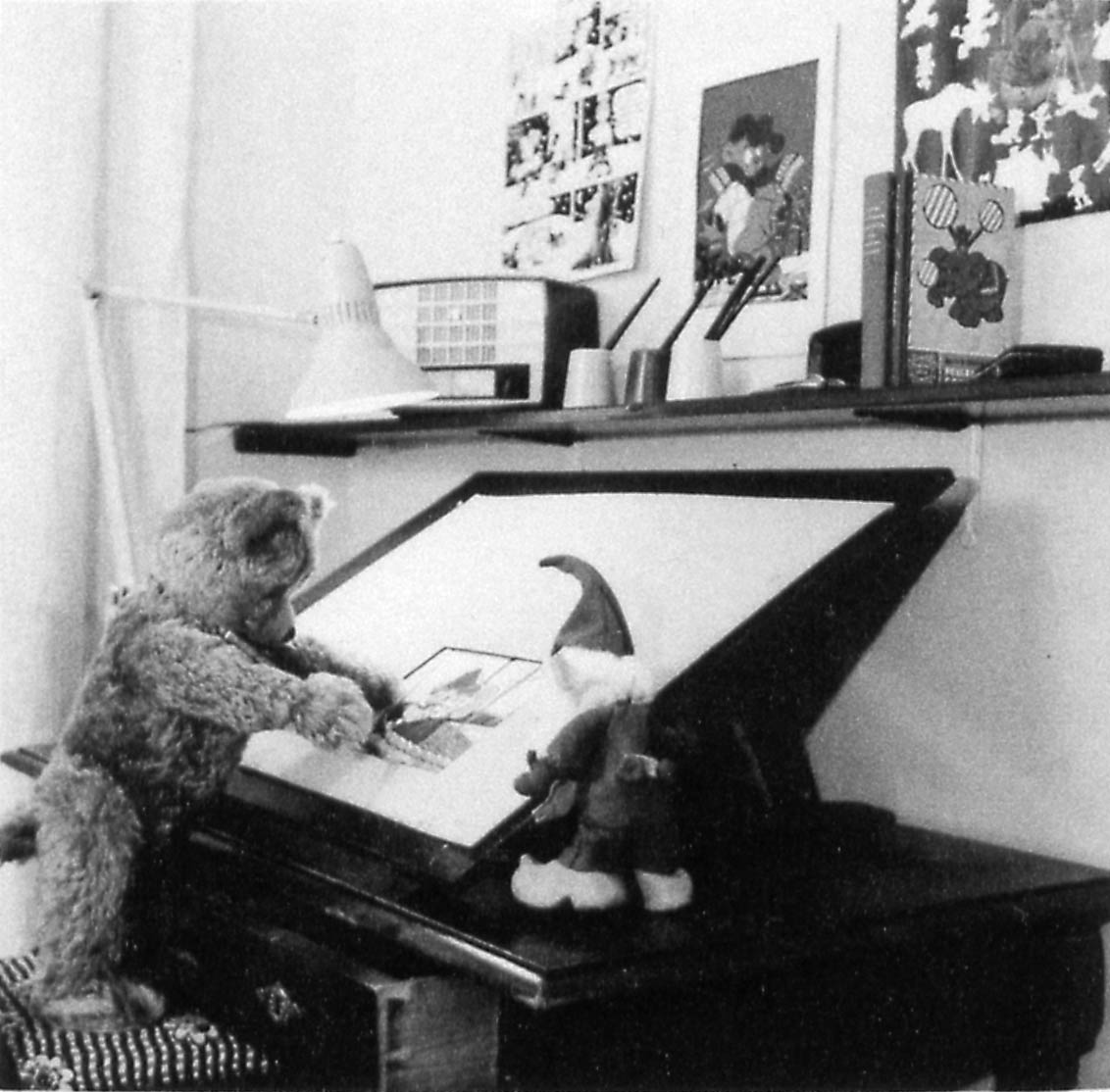
Nalle och Hustomten vid ritbordet, omgivna av diverse Rune Andréasson-verk.

Nalle ritar och berättar är en svensk animerad TV-serie av Rune Andréasson, som visades i svensk TV 1958-1959. 
Handlingen kretsar kring en tecknares Nalle och de sagor han ritar och berättar, ibland i sällskap av en liten hustomte. Till form och tilltal hade serien mycket gemensamt med Andy Pandy. 
Gunnar Olsson stod för berättarrösten i det första avsnittet, varefter Ragnar Falck tog över som berättare i de resterande nio episoderna. Serien producerades av Olle-Gösta Olsson.
Tv-serien blev även en tecknad veckoserie, samt fotoillustrerade berättelser i barntidningen Cirkus med Tuff och Tuss. Flera av episoderna bygger på andra av Andréassons tecknade serier.

## Avsnitt
1. Rulle, Maja och räven (sänt 1958-09-01)
2. Ballongfärden (1958-09-22)
3. Åsnan Kal (1958-10-13)
4. Joe och Jocke på lejonjakt (1958-11-03)
5. Puck och björnen (1958-11-24)
6. Nalle firar julafton (1958-12-22)
7. Pelle Jöns (1959-02-09)
8. Skidtävlingen (1959-03-23)
9. Puck på nya äventyr (1959-04-20)
10. Brums äventyr (1959-05-18)